# جيم أندروود (كاتب)
جيم أندروود (بالإنجليزية: Jim Underwood)‏ هو كاتب أمريكي، ولد في 20 سبتمبر 1941، وتوفي في 2014.